# ドミニカ国の軍事
ドミニカ国の軍事（ドミニカこくのぐんじ）では、ドミニカ国の軍事力について記述する。
ドミニカ国では軍隊によるクーデター事件があったため、1981年以降、軍隊を保有していない。人員300名のドミニカ国警察隊（ドミニカこくけいさつたい、Commonwealth of Dominica Police Force）を保有。この中には特殊部隊と沿岸警備隊が含まれる。
1996年3月、東カリブ諸国機構（OECS）加盟国にバルバドスを加えた7カ国での地域安全保障システムを設立。